# عزبة القمادير
قرية عزبة القمادير هي إحدى القرى التابعة لمركز سمالوط بمحافظة المنيا في جمهورية مصر العربية. حسب إحصاءات سنة 2006، بلغ إجمالي السكان في عزبة القمادير 12419 نسمة، منهم 6389 رجلا و6030 امرأة.